# Kornalowice
Kornalowice (ukr. Корналовичі) – wieś na Ukrainie, w rejonie samborskim, w obwodzie lwowskim, nad Dniestrem. Liczba ludności wsi wynosi 1047 mieszkańców, a jej powierzchnia to 24,246 km², co daje gęstość zaludnienia równą 43,18 os./km².
W okresie międzywojennym miejscowość stanowiła osobną gminę wiejską w II Rzeczypospolitej, a od 1934 roku po wprowadzeniu w życie ustawy scaleniowej weszła w skład gminy Kalinów.
Po II wojnie światowej znalazła się w granicach Ukraińskiej SRR, a w 1991 roku weszła w skład Ukrainy.
W pobliżu wsi znajduje się lotnisko Nowy Kalinów.

## Zabytki
- zamek[4]
- kościół rzymsko-katolicki pw. Matki Bożej Częstochowskiej (dojazdowy) należący do parafii Kornalowice.
- cerkiew greckokatolicka pw. Zmartwychwstania Pańskiego